# Погребище
Погреби́ще — місто в Україні, центр Погребищенської міської територіальної громади, Вінницького району, Вінницької області, розташоване на річці Рось.
Постановою Верховної Ради України від 17 липня 2020 року №807 «Про утворення та ліквідацію районів» було утворено Вінницький район у складі територій ліквідованих районів, у тому числі Погребищенського, та на його основі утворено Погребищенську громаду Вінницького району Вінницької області з адміністративним центром у м.Погребище. 

## Географія
На північній околиці міста річка Смотруха впадає у Рось, праву притоку Дніпра.

## Історія

### Давні часи
На місці сучасного населеного пункту було місто Рокитня, перша письмова згадка про яке датується 1148 р.
На початку XIII ст. після монголо-татарської навали від нього залишилися самі погреби, тому мешканці, що відбудували місто, стали назвати його Погребищем.
На початку XVI ст. землі Погребища уздовж річки Рось опинилися в руках українських князів Збаразьких. У 1580-х рр. споруджується замок, про існування якого нагадує назва гори — Замкова.
Після Люблінської унії 1569 р. Погребище перейшло до Речі Посполитої. Воно стало користуватися Магдебурзьким правом.
Письмова згадка за Погребище польським мандрівником Еріхом Лясотою в його щоденнику за 1594 рік «…червень, 17-го. Через Рось, 1 миля. Погребище (місто і замок на Росі)».
У 1629 р. Погребище налічувало понад 6 тис. жителів, коли у Вінниці на той час було 9 тис. жителів.

### Козаччина

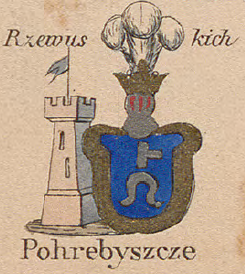
Погребище на мапі Зигмунда Герстмана

У 1591–1593 рр. населення міста брало участь у козацькому повстанні на чолі з К. Косинським. У 1595 р. селянсько-козацькі загони під проводом Г. Лободи захопили фортецю.
Місцеві мешканці взяли участь у визвольній війні під проводом Богдана Хмельницького. Погребище  не раз потерпало від воєнних дій. У травні 1648 його розграбували загони голоти  М.Кривоніса,  28 червня 1648 року- кн. Я.Вишневецького. У 1653 р. Погребище було вщент зруйновано каштеляном Стефаном Чарнецьким, що відступав із-за Дніпра під натиском Б. Хмельницького. 
- Погребищенська різанина[en]

Чарнецький взяв приступом Погребище і винищив поголовно все населення: 700 полонених повісили, 300 посадили на палі, причому князь дав жовнірам наказ: «стратити їх так, щоб вони відчували, що вмирають»; на шляху через ліси, «він прикрашав сосни, вішаючи на них полонених». Поляки «палили села і рубали голови»; полонених піддавали тортурам і катували вогнем
Місто занепало, а в 1670-ті рр. знелюдніло. Знов почало заселятися на рубежі 17–18 ст., коли опинилося на території, контрольованій С.Палієм. У 1712році, імовірно, мешканці були переселені на лівобережжя Дніпра в ході "Великого згону". У 1714 році  Погребище повернулося під владу Речі Посполитої. 
У 1736 і 1768 рр. у Погребищі перебували загони повсталих гайдамаків.

### Новий час

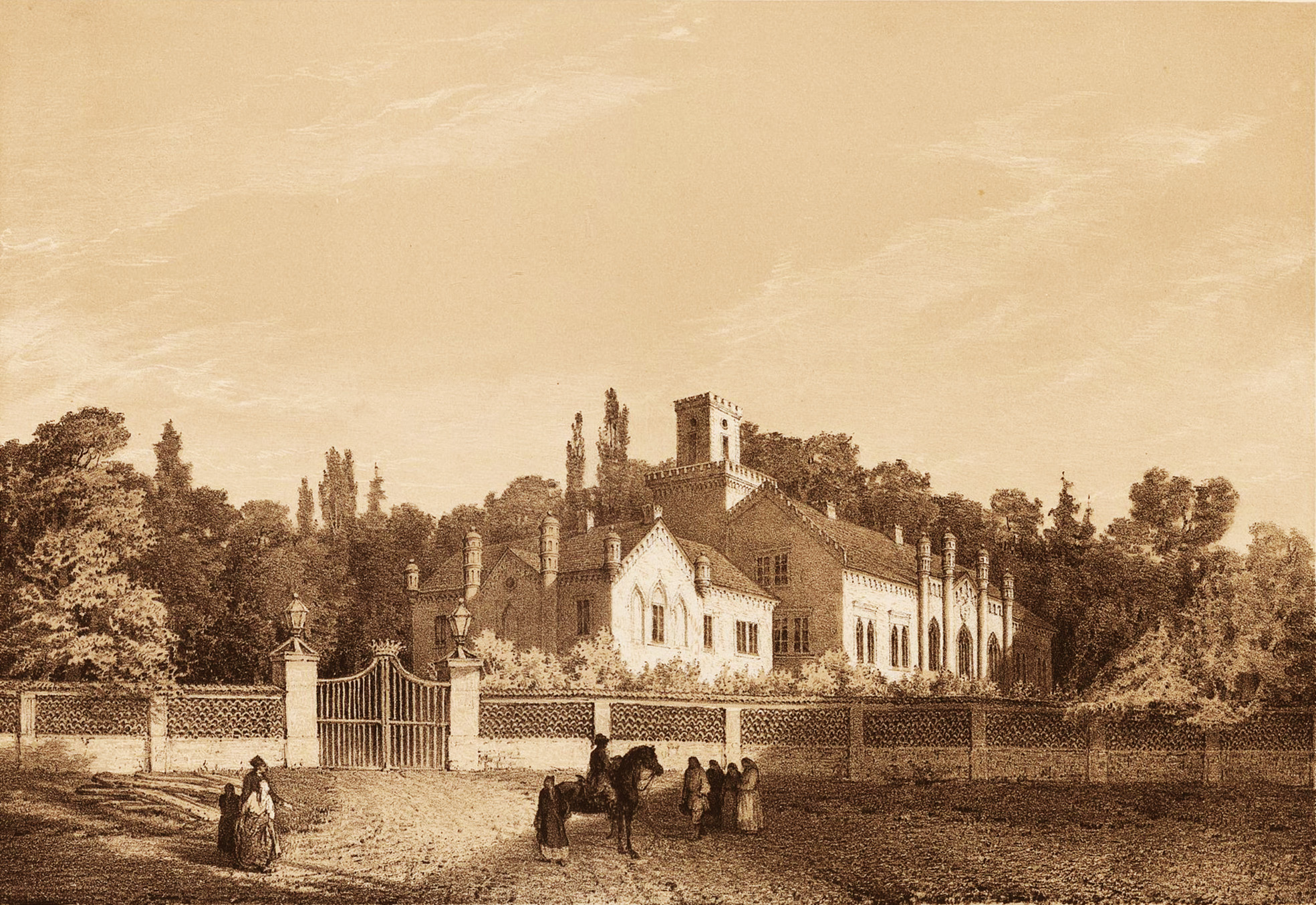
Маєток Ржевуських, де народилась Е. Ганська, дружина Оноре де Бальзака. Акварель Н. Орди

З XVIII ст. Погребище перетворилось на осередок торгівлі та ремесел.
У XVIII–XIX ст. містечко було родинним гніздом Ржевуських, у якому народилася Евеліна Ганська, друга дружина відомого французького письменника Оноре де Бальзака.
Наприкінці XIX ст. на землях графа Адама Ржевуського збудовано залізницю і станцію, яку названо на його честь — «Ржевуська».
На початку ХХ ст. містечко нараховувало 943 дворів, 5807 мешканців, дві церкви (мурована Успенська і дерев'яна Михайлівська), дві церковнопарафіяльні школи, шість круподерень, завод шипучих вод, два водяних млини, 10 мануфактур, 30 бакалійних і м'ясних лавок. Граф Микола Павлович Ігнатьєв розпочав будівництво цукрового заводу.

### Радянські часи
У 1921 році було відкрито агрошколу. В 1923 р. — організовано перше колективне господарство ім. Т. Шевченка. З 1927 р. у місті працює маслозавод, який на сучасному етапі виробляє масло, твердий сир, морозиво та іншу продукцію. У 1929 р. на території Погребищенськоі сільради проживало 2299 осіб.
Під час організованого радянською владою Голодомору 1932—1933 років померло щонайменше 237 жителів міста.
Німецькі війська окупували місто 21 липня 1941 р. У часи окупації у Погребищі діяла підпільна група опору, яку очолював вісімнадцятирічний М. Д. Копецький. 30 грудня 1943 р. місто звільнила 65 мотобригада 1-ї танкової армії генерала М. Катукова. У пам'ять про цю подію в місті встановлено танк часів війни ІС.
Понад 6 тисяч воїнів-погребищан залишились на полях битв. Семеро уродженців району удостоєні звання Героя Радянського Союзу. Це А. Бурлачук, В. Кравченко, А. Москальчук, А. Пономарчук, М. Сьомак, І. Слободянюк, В. Терлецький. У братській могилі, що розташована в центрі міста, поховано 653 воїнів.
Майже із 100 воїнів, що проходили службу в різних гарячих точках світу, з афганської війни живими додому не повернулось шість погребищан: І. Кумчак, В. Іващук, О. Харченко, Є. Мельник, О. Шевчук, В. Іщук. У міському парку встановлено обеліск пам'яті, їх іменами названі солдатські поля.
У 1966 р. відкрилося медичне училище (з 2006 р. — медичний коледж). Також цього року відкрито і музичну школу, яку в 2000 р. переведено в капітально відремонтоване приміщення. У 1985 р. відкрило двері професійно — технічне училище (нині — вище професійне училище-42). Тут щороку навчається близько 600 майбутніх спеціалістів сільського господарства.

### Сучасність
За останні 20 років проведено газифікацію м. Погребище, з'явилися багатоповерхові будинки.

## Транспортне сполучення
У Погребищі розташовані залізничні станції Ржевуська та Погребище I. Існує також зупинний пункт Погребище II, але за межами міста Погребища.

## Населення

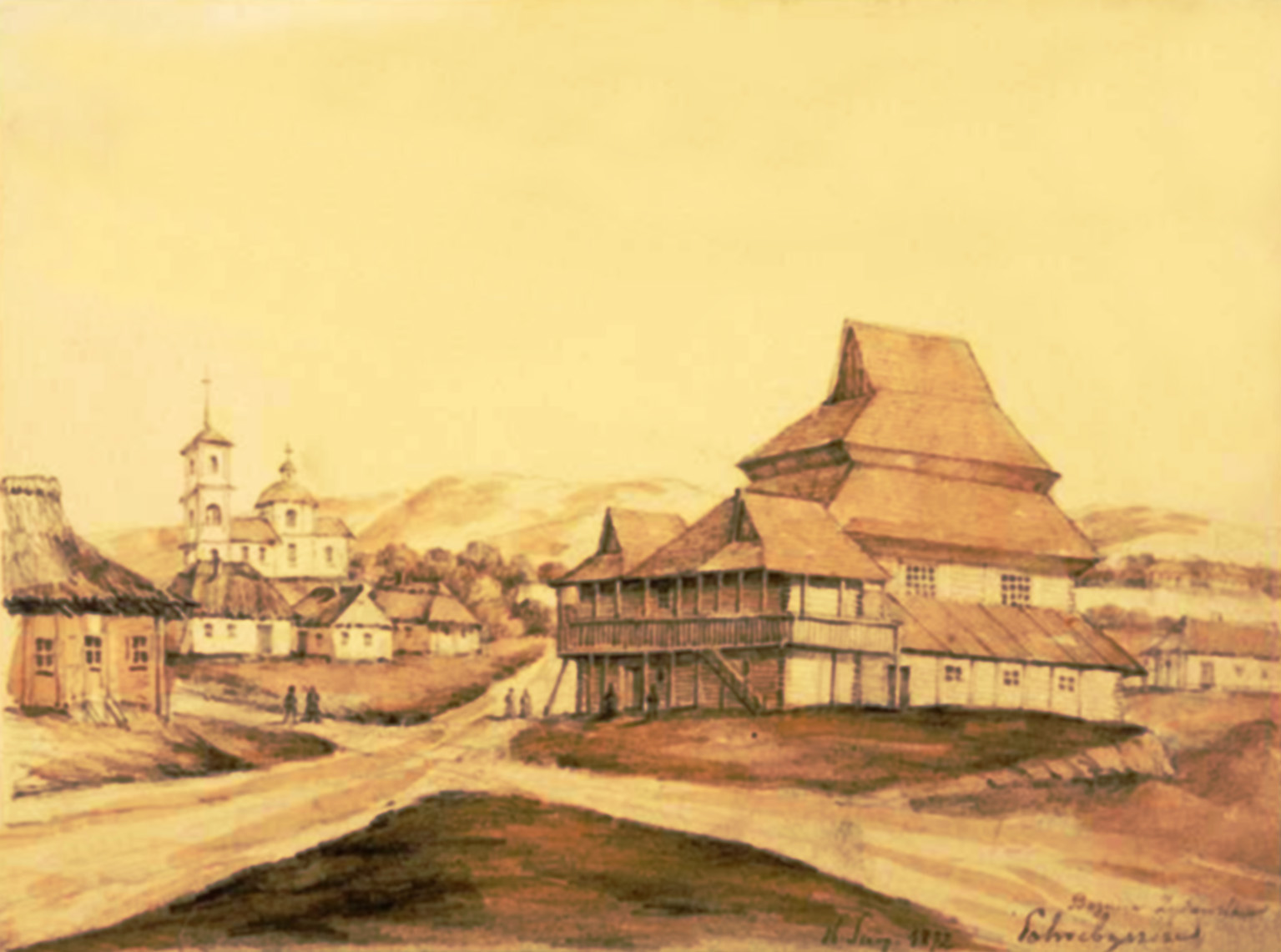
Погребище. Синагога і парафіяльний костел. Мал. Наполеона Орди, 1872

| 1897 | 1989   | 2001   | 2005   | 2006   | 2007   | 2008   | 2009   | 2010   | 2011   | 2013 | 2020 | 2022 |
| ---- | ------ | ------ | ------ | ------ | ------ | ------ | ------ | ------ | ------ | ---- | ---- | ---- |
| 6284 | 11 705 | 10 754 | 10 418 | 10 278 | 10 206 | 10 174 | 10 095 | 10 080 | 10 013 | 9898 | 9514 | 9209 |

- У 1629 р. проживало — 6000 мешканців
- За переписом 1897 р. — 6284 мешканців (ч. 3057, ж. 3227)[14]
- За переписом 1989 р. — 11 705 мешканців[15]
- За переписом 2001 р. — 10 754 мешканців
- За розрахунками 2005 р. — 10 418 мешканців
- На 1 січня 2013 р.  — 9898 мешканців
- На 1 січня 2015 р. — 9765 мешканців[16]
- На 1 січня 2018 р. — 9525 мешканців[17]
- На 25 лютого 2025 р. — понад 10 000 мешканців[18]

### Євреї у Погребищі
Євреї з'явилися у містечку в першій половині XVII ст. Тоді ж була побудована дерев'яна синагога. У 1648  р. козаки на чолі з Максимом Кривоносом знищили всіх місцевих євреїв.
На початку XVIII ст. євреї повернулися до Погребища. У 1765 р. у містечку нараховувалось 664 єврея, у 1847 р. — 1726, у 1897 р. — 2494 (40 % всього населення).
Після Жовтневого перевороту 1917 р. з 1918 р. в Погребищі активно діяв великий і добре організований загін єврейської самооборони, проте в серпні 1919 р. загін роззброїли петлюрівці. Після їх відходу війська Зеленого влаштували єврейський погром, що тривав з 18 по 21 серпня. Було вбито близько 400 чоловік (з них близько 200 жінок), сотні поранені. У 1920-х р. була створена Погребищенська єврейська сільрада.
У 1926 р. єврейське населення Погребища становило 2881 особу (30 % усього населення), у 1939 р. — 1445.
Діяло гетто, куди нацистами насильно зганялися євреї для компактного мешкання та подальших репресій. У середині жовтня 1941 р. 5-та німецька оперативна команда розстріляла в Погребищі все єврейське населення — майже 1360 осіб.

### Національний і мовний склад
| Національність | %      | Належна мова | %      |
| -------------- | ------ | ------------ | ------ |
| українці       | 98,08% | українська   | 98,72% |
| росіяни        | 1,38%  | російська    | 1,19%  |

## Відомі уродженці
- Бердиш Михайло Миколайович — український майстер декоративно-вжиткового мистецтва.
- Бондаренко Костянтин Петрович (нар. 1969) — український політолог.
- Василенко Ірина (нар. 1986) — українська співачка.
- Гавриш Володимир Костянтинович (1925—2004) — геолог, член-кореспондент НАН України.
- Ганська Евеліна (1801—1882) — польська графиня.
- Жевуський Адам Адамович (Адам Адамович Ржевуський) (1805—1888) — російський генерал польського походження, український землевласник.
- Жевуський Генрик (1791—1866) — польський письменник.
- Кравченко Павло Миколайович (нар. 1957) — заслужений працівник освіти України[20][21].
- Лев Михайло Аронович (Андрійович) (1917—2013) — єврейський письменник — романіст та мемуарист, лауреат премій імені Герша та Гершона Сегалів, імені Боруха Шварцмана, імені. Давида Гофштейна.
- Медріш Давид Наумович (1926—2011) — знавець та фольклорист російської мови радянських часів, доктор філологічних наук, професор. Заслужений працівник вищої школи РФ.
- Недошовенко Федір Іванович (1918—2002) — український живописець.
- Присяжнюк Настя Андріанівна — фольклористка.
- Речмедін Іван Остапович (1922—1987) — український фізико-географ, кандидат географічних наук, доцент Київського національного університету імені Тараса Шевченка.
- Рибачук Олег Борисович (нар. 1958) — український політик та громадський діяч.
- Сафонов Олександр Сергійович (нар. 1943) — старший диктор Українського телебачення Державної телерадіомовної компанії України, заслужений артист України, народний артист України.
- Скоропад Олег Михайлович (нар. 1951) — Надзвичайний і Повноважний Посол України.
- Собанська Кароліна (1795—1885) — авантюристка і таємна агентка царського уряду, у яку були закохані і якій присвячували вірші Олександр Пушкін і Адам Міцкевич.
- Хоменко Григорій Гнатович (1892—1968) — український інфекціоніст, професор.

## Галерея

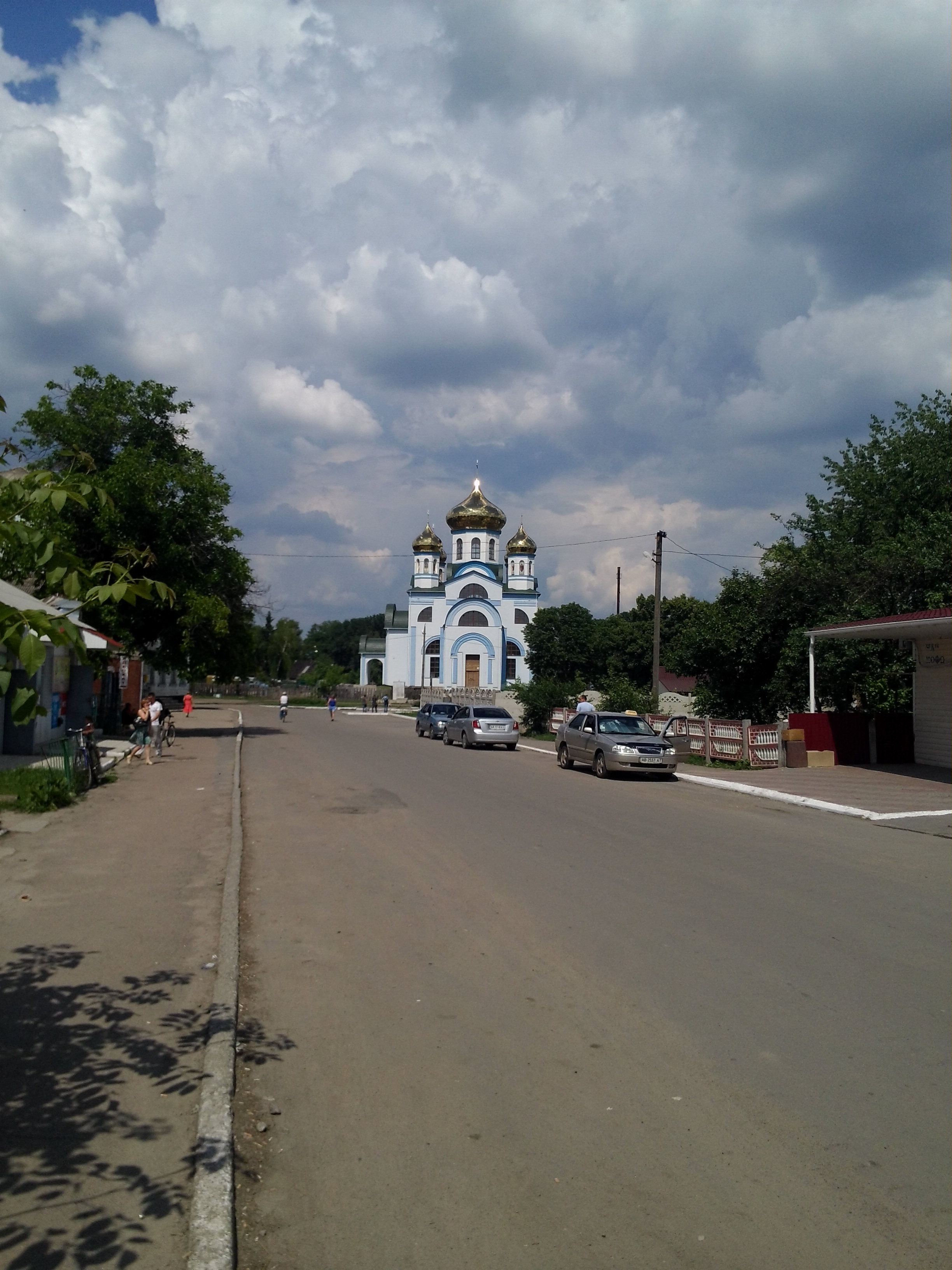
Церква
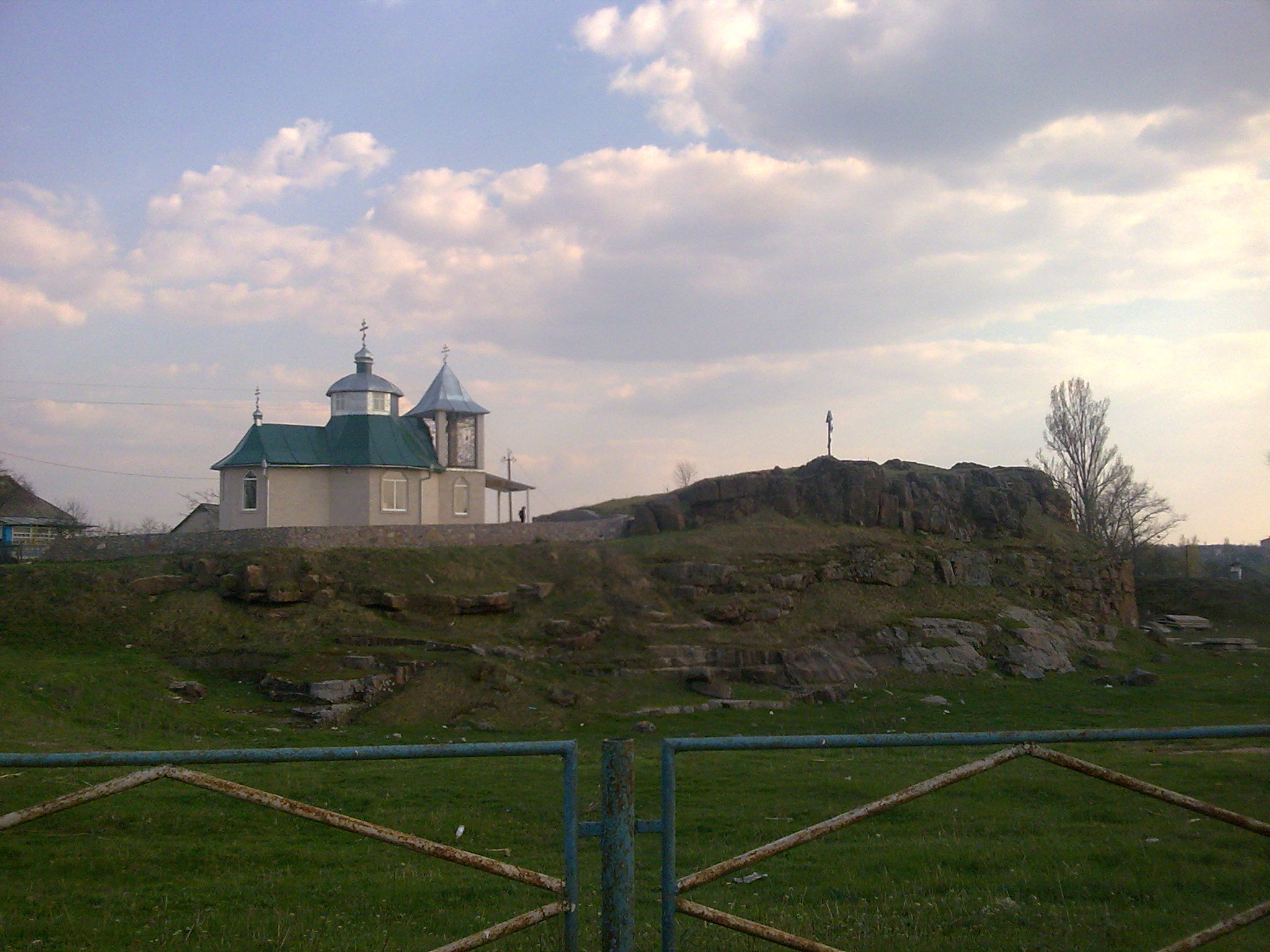
Церква
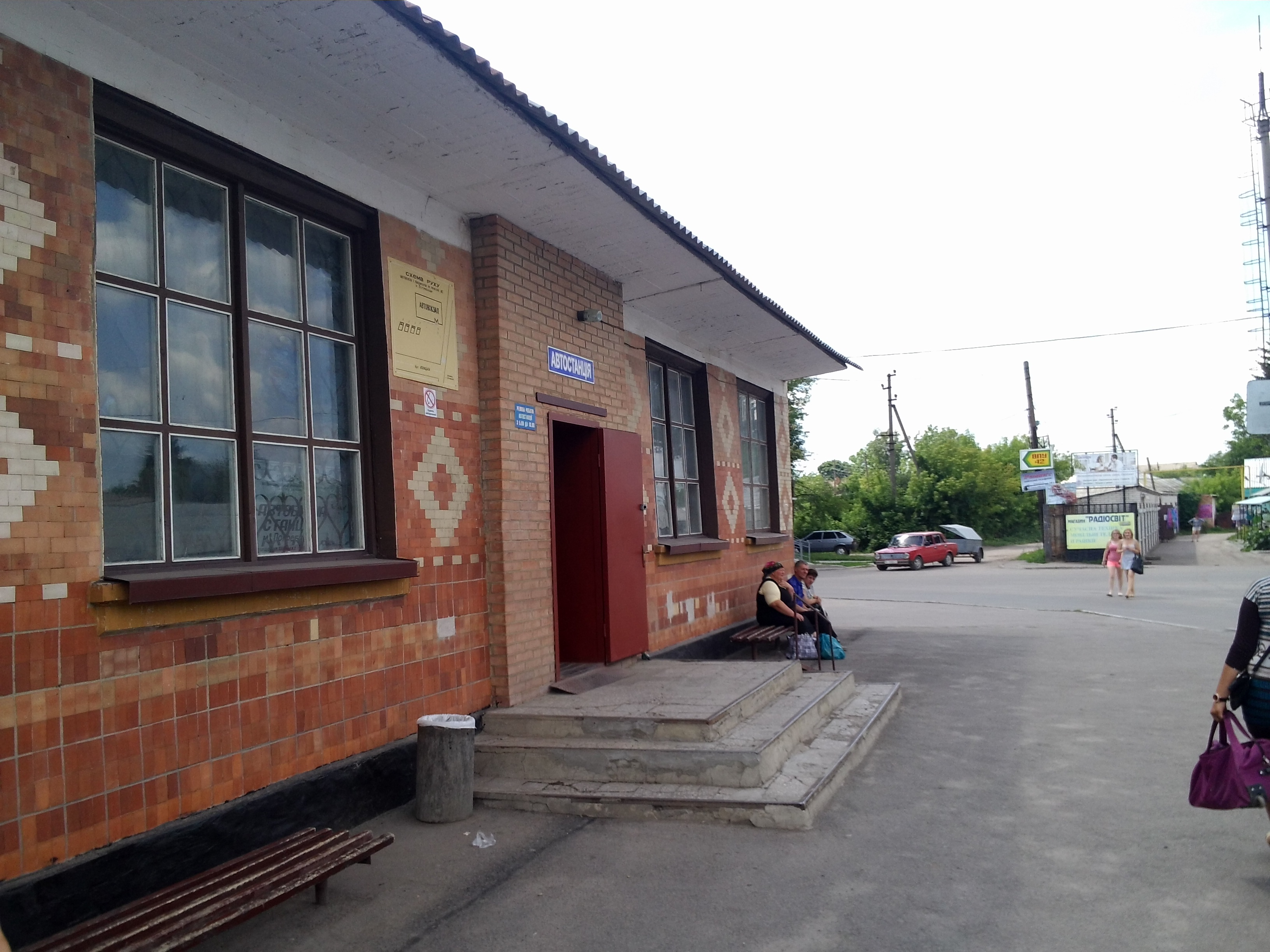
Автостанція